# Volksbank Thüringen Mitte
Die Volksbank Thüringen Mitte eG ist eine deutsche Genossenschaftsbank mit Sitz in Erfurt (Freistaat Thüringen). Die Bank entstand im Jahre 2021 aus der Verschmelzung der vr bank Südthüringen eG und der Erfurter Bank eG.
Die Volksbank  Thüringen Mitte eG ist der amtlich anerkannten BVR Institutssicherung GmbH und der zusätzlichen freiwilligen Sicherungseinrichtung des Bundesverbandes der Deutschen Volksbanken und Raiffeisenbanken e. V. angeschlossen.

## Geschichte

### vr bank Südthüringen eG

Logo Volksbank Thüringen Mitte eG

Die ältesten bekannten Vorläufer der Bank entstanden bereits 1862 als Spar- und Vorschussverein in Schleusingen und Hildburghausen. Am 10. Dezember 1864 wurde der Spar- und Vorschussverein zu Suhl gegründet. In den Folgejahren bis 1900 entstanden weitere regionale Genossenschaftsbanken, die sich im Laufe des 20. Jahrhunderts zahlreichen Fusionen unterzogen. Im August 2000 entstand aus der Volksbank Suhl und Umgebung und der Volksbank Hildburghausen durch Fusion die Volksbank Suhl-Hildburghausen. Im Jahre 2004 schlossen sich die Volksbank Suhl-Hildburghausen und die Raiffeisenbank Hildburghausen zur vr bank Südthüringen zusammen. Im Jahre 2007 nahm die vr bank Südthüringen die Volksbank Ilmenau durch Verschmelzung auf.

### Erfurter Volksbank eG
| Datum              | Ereignis                                                                                       |
| ------------------ | ---------------------------------------------------------------------------------------------- |
| 13. September 1860 | Gründung des Vorschußverein zu Stadtilm eG mit unbeschränkter Haftung                          |
| 13. Januar 1913    | Umfirmierung in Erfurter Gewerbebank e.G.m.b.H.                                                |
| 1941               | Umfirmierung in Volksbank e.G.m.b.H.                                                           |
| 1943               | Fusion mit der Bank für Haus- und Grundbesitz e.G.m.b.H.                                       |
| 27. März 1946      | Umfirmierung in der Bank Haus- und Grundbesitz e.G.m.b.H.                                      |
| 1952               | Fusion mit der Bank für Haus- und Grundbesitz e.G.m.b.H. Vieselbach                            |
| 1. Januar 1965     | Übernahme der Nebenstelle Neudietendorf von der Bank für Handwerk und Gewerbe e.G.m.b.H. Gotha |
| 1970               | Umfirmierung in Genossenschaftsbank für Handwerk und Gewerbe Erfurt                            |
| 1973               | Fusion mit den Genossenschaftsbanken für Handwerk und Gewerbe Stadtilm und Gräfenroda          |
| 13. Mai 1974       | Umfirmierung in Genossenschaftskasse für Handwerk und Gewerbe der DDR                          |
| 20. Juli 1990      | Umfirmierung in Volksbank Erfurt eG                                                            |
| 14. Juni 2005      | Verschmelzung mit der Erfurter Bank eG Raiffeisenbank zur Erfurter Bank eG                     |
| 2021               | Fusion der vr bank Südthüringen eG und der Erfurter Bank eG zur Volksbank Thüringen Mitte eG   |

## Verbundpartner
Die Volksbank Thüringen Mitte  eG ist eine regionale Universalbank und gehört zur genossenschaftlichen Finanzgruppe Volksbanken Raiffeisenbanken.
Zu dieser Gruppe gehören neben den Genossenschaftsbanken folgende Unternehmen:
- Bausparkasse Schwäbisch Hall
- DZ Hyp
- DZ Bank
- DZ Privatbank
- EasyCredit
- Münchener Hypothekenbank
- R+V Versicherung
- Union Investment
- VR Smart Finanz